# Saint-Cybranet
Saint-Cybranet är en kommun i departementet Dordogne i regionen Nouvelle-Aquitaine i sydvästra Frankrike. Kommunen ligger i kantonen Domme som tillhör arrondissementet Sarlat-la-Canéda. År 2022 hade Saint-Cybranet 373 invånare.

## Befolkningsutveckling
Antalet invånare i kommunen Saint-Cybranet
Referens:INSEE